# Grad Štatenberk
Grad Štatenberk (nemško  Schloss Stettenberk) je bil srednjeveški grad, ki je bil pozidan že v 12. stoletju, nahajal se je na skalnatem delu hriba ob potoku Radulja nad vasjo Štatenberk južno od Trebelnega. O nekdanjem gradu pričajo skromne razvaline.

## Zgodovina
Grad so  verjetno pozidali že v 12. stoletju freisinški ministeriali, gospodje Stattenbergi, ki so ga tudi upravljali. Vitez Friderik Štatenberški je prvič omenjen leta 1201, grad sam pa izrecno kot »Castrum Stettenberg« šele leta 1250. Štatenberk je v prvi polovici 13. stoletja  postal alod gospodov Planinskih, nato  pa sredi 13. stoletja posest Svibenskih. Zgodovinar Janez Vajkard Valvasor v svojem delu »Slava Vojvodine Kranjske« med Štatenberškimi vitezi omenja leta 1220 Viljema, leta 1250 njegovo vdovo Geburgo, ki je bila lastnica gradu in je v drugo poročila Henrika (Ostrovrharja) Svibenskega. Leta 1277 se v virih pojavlja sin Viljema in Geburge Rupert, kot zadnji tega rodu pa vitez Wild Štatenberški, ki je padel v vojni med vojvodom Albertom Habsburškim in Štajerci leta 1291.
Pred letom 1386 so grad in gospostvo kot alod imeli Celjski grofje, tega leta pa ga je Katarina Celjska kot del svojega  dosmrtnega preužitka prodala Ortenburžanom. Leta 1418 so ga po dedni pogodbi z  Ortenburškimi zopet dobili Celjani. Herman II. Celjski je nato leta 1431 nekatere bivše ortenburške posesti izročil Habsburžanom, avstrijskim  vojvodom Frideriku  Starejšemu, Frideriku Mlajšemu in Albertu »gospostva, utrdbe, gradove in posestva Kostanjevico, Novo mesto, Štatenberg, Litijo, Šentvid in kmetije na Metliškem, ki jih je podedoval po svojem stricu Frideriku grofu Ortenburškem«.
Med zastavnimi gospodi in lastniki gradu so omenjeni Herbert pl. Auersperg (pred letom 1440), leta 1441 Sebastijan pl. Erkensteiner iz Boštanja pri Sevnici,  ki ga je prepustil v zastavo Jakobu Lengenheimerju; le-ta pa ga je leta 1496 kupil na dražbi, o čemer mu je izdal potrdilo kranjski deželni upravitelj Ulrik pl. Paradeiser. Valvasor trdi, da je bil leta 1510 zastavni gospod Štatenberga Janez pl. Črnomaljski, za njim pa baron Jurij Lenkovič; le-temu je nadvojvoda Karel gospostvo prodal leta 1589.
Grad je razpadel v začetku 17. stoletja, če ne že prej, saj ga Valvazor ni upodobil ne v Slavi vojvodine Kranjske, ne v svoji Topografiji Kranjske. Po skromnih ostankih gradu je moč sklepati, da je šlo za romaniko značilno stolpasto stavbo, zavarovano z močnim obzidjem in obrambnim jarkom.
Med lastniki  gospoščine z grajskimi  razvalinami so bili še Jurij Dovolič, za časa Valvazorja  Volf Jakob  pl. Sonce, do leta 1804 kostanjeviški samostan, nato pa rodbini  Guttmann in Pehani.